# بوگژنو
شهر بوگژنو (به فرانسوی: Buggenhout) در شهرستان داندرموند در استان فلاندری شرقی در منطقه فلاندری در کشور بلژیک واقع شده‌است.